# The Apprentice (chương trình truyền hình Mỹ)
The Apprentice (Nhân viên Tập sự) là một trò chơi truyền hình thực tế Mỹ đánh giá khả năng kinh doanh của một nhóm thí sinh. Chương trình gắn liền với ông trùm bất động sản, doanh nhân và ngôi sao truyền hình Donald Trump, MC của chương trình trong suốt 14 mùa từ ngày đầu phát sóng vào tháng 1 năm 2004 cho tới năm 2015. Chương trình được phát trên đài NBC, là sản phẩm của nhà sản xuất truyền hình người Mỹ gốc Anh Mark Burnett. Được ví như "Cuộc phỏng vấn xin việc khó khăn nhất", chương trình gồm 16 đến 18 người có kiến thức về kinh doanh thi tài với nhau trong suốt một mùa. Mỗi tập thường có một ứng viên bị loại. Giải thưởng cho sáu mùa đầu tiên là một năm điều hành một trong các công ty của Trump, với mức lương khởi điểm 250.000 USD/năm. Cuối mỗi tập Trump thường loại một ứng viên với câu nói "You're fired" (Bạn đã bị sa thải), mà về sau trở thành thương hiệu của cả Trump và chương trình.
Sau sáu mùa, một phiên bản mới của The Apprentice là The Celebrity Apprentice (Ngôi sao Tập sự) đã được ra mắt. Phiên bản người nổi tiếng cũng có nội dung tương tự như chương trình gốc, chỉ khác ở chỗ các ứng viên là người nổi tiếng tranh tài để giành tiền cho quỹ từ thiện đã chọn, thay vì giành lấy cơ hội nghề nghiệp. Kể từ năm 2008 đã có bảy mùa The Celebrity Apprentice được phát sóng. Năm 2010, mùa thứ bảy của chương trình gốc đã được phát sóng xen kẽ giữa các mùa của phiên bản Celebrity. Tổng cộng đã có 14 mùa Apprentice của Trump được phát sóng. Một mùa The Celebrity Apprentice nữa dự kiến sẽ lên sóng vào năm 2016-2017 với MC là diễn viên, chính trị gia và doanh nhân Arnold Schwarzenegger.
Phiên bản Mỹ của chương trình đã khởi nguồn cho một thương hiệu chương trình truyền hình quốc tế được biết tới với tên gọi The Apprentice, bao gồm trên 20 phiên bản địa phương. Chương trình cũng khai sinh một chương trình Mỹ khác: The Apprentice: Martha Stewart với sự góp mặt của chuyên gia về lối sống Martha Stewart, phát sóng một mùa duy nhất năm 2005.